# خلیل آل علی
خلیل آل علی (انگلیسی: Khalil Al Ali؛ زادهٔ ۲۱ دسامبر ۱۹۸۴) بازیکن فوتبال اهل امارات متحده عربی است.